# Confrérie des Archers Saint‑Sébastien de Feluy
La Confrérie des Archers Saint‑Sébastien de Feluy (aussi appelée Société royale des Archers Saint‑Sébastien) est une guilde historique d’archers, fondée en 1310 à Feluy (commune de Seneffe), dédiée à la défense des traditions liées à saint Sébastien, patron des archers.

## Histoire
La confrérie est mentionnée pour la première fois en 1310 comme une « très ancienne confrérie » de Feluy, implantée « à l’entrée du village, Chaussée de Marche ». Elle aurait ainsi plus de sept siècles d’existence, participant aux rituels de tir et cérémonies locales.

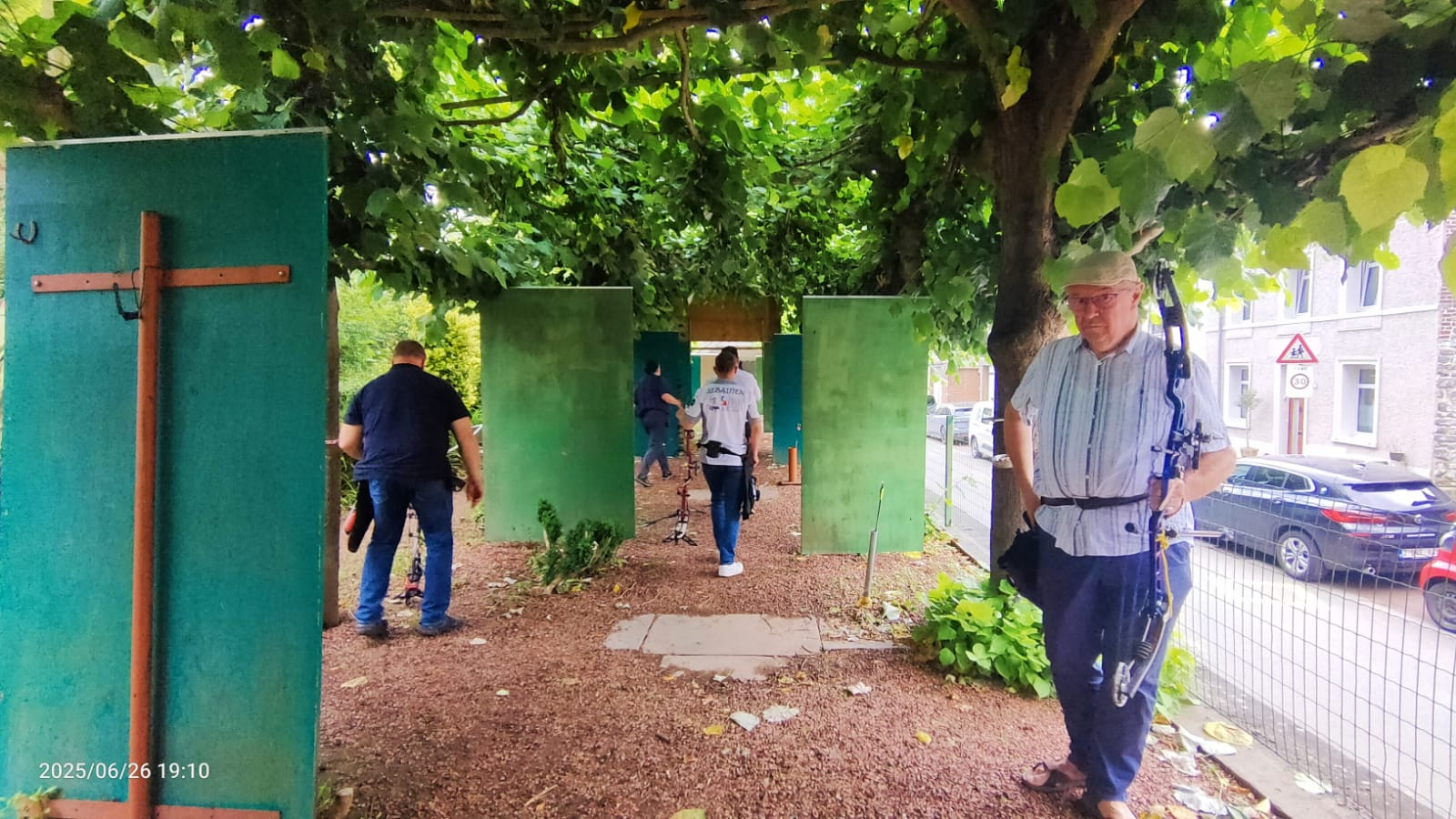
Bernard Mess (2025, président et membre de la confrérie)

## Activités et traditions
Chaque année, les archers organisent des concours de tir à l’arc traditionnels, inspirés des pratiques médiévales : tir à l’oiseau, élection d’un roi ou empereur selon le nombre d’exploits (trois années consécutives).
Lors de la cérémonie 2025, la confrérie a célébré un nouvel empereur, un exploit rare n’ayant été réalisé que trois fois dans son histoire depuis 1792. Les membres portent des tenues traditionnelles et défilent dans les rues du village.

## Place dans le folklore et la vie locale
Installée à proximité du château et de l’église Sainte‑Aldegonde, la Confrérie fait partie intégrante du patrimoine communal et participe aux animations historiques de Feluy.

## Répertoire matériel et reconnaissances
Elle porte le titre de **Société royale**, reflétant sa valeur patrimoniale et sa reconnaissance au-delà du cadre local.

## Dans les médias

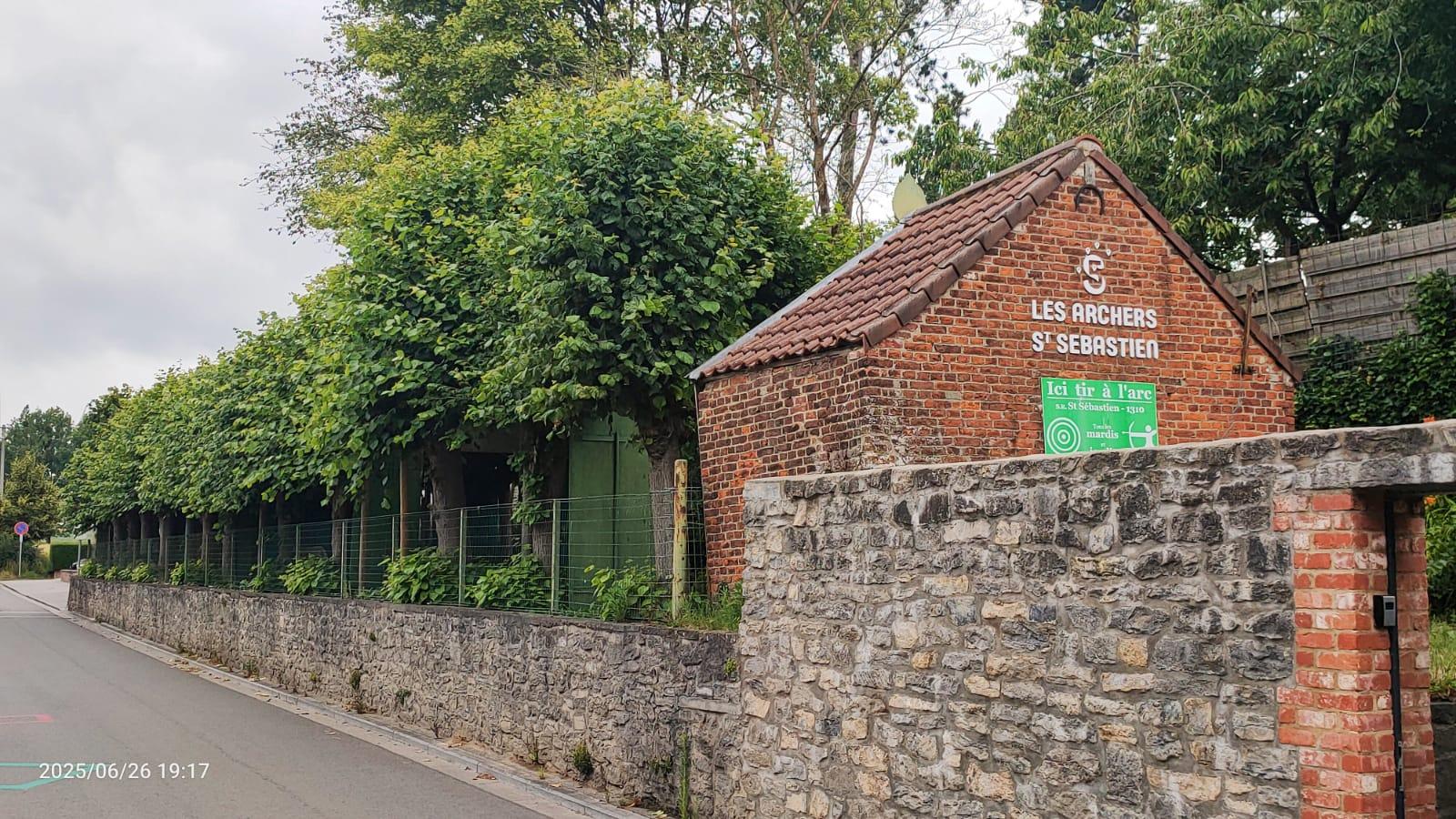

En août 2024, la RTBF a mis en lumière la Confrérie dans son émission *Mon plus beau village*, lors de laquelle Helena Roosen et Sara De Paduwa se sont initiées au tir à l’arc avec les archers de Feluy,.

### Sources
- https://saint-sebastien.be/?utm_